# Войтенко Ніна Юхимівна
Ні́на Юхи́мівна Войте́нко (уроджена Гориславець) (* 18 червня 1928, с. Кривуші Потоцького району Кременчуцької округи — †30 квітня 2008, Одеса) — український педагог, Герой Соціалістичної Праці.

## Життєпис
Н. Ю. Войтенко народилася 18 червня 1928 року в Кременчуцькій окрузі (нині Кременчуцький район Полтавської області).
В 1949 році закінчила Полтавський педагогічний інститут. Вчителювала в селі Верхнє Лисичанського району.
З 1951 року жила і працювала в Одесі. Була учителем української мови та літератури в середній школі № 83, а згодом в середній школі № 118.
Протягом 1961—1996 років викладала українську мову і літературу в середній школі № 32 м. Одеси.
Була делегатом Всесоюзного з'їзду вчителів у Москві (1978 р.) та П'ятого з'їзду вчителів України (1987 р.).
Обиралася депутатом районної та Одеської обласної Рад народних депутатів.
В 1996 році вийшла на пенсію.
Пішла з життя у квітні 2008 року в м. Одеса.

## Відзнаки і нагороди
- Герой Соціалістичної Праці (1978 р.)
- Ордени Леніна (1978 р.), Трудового Червоного Прапора (1975)
- Медаль «Ветеран праці»
- Знак «Відмінник освіти СРСР»
- Знак «Відмінник освіти України».